# Tinkoff Credit Systems
La Tinkoff Credit Systems (codice UCI: TCS) era una squadra maschile di ciclismo su strada italo-russa, attiva tra i professionisti dal 2007 al 2008. Aveva licenza da UCI Professional Continental Team, che le consentiva di partecipare alle gare dei Circuiti continentali UCI. Grazie alle wild-card assegnate dalla UCI, aveva la possibilità di partecipare anche ad alcuni eventi del calendario ProTour.

## Storia
Fondata nel 2007, partecipava alle gare dei circuiti continentali UCI e faceva parte delle squadre-ospite (le cosiddette wildcards) del circuito UCI ProTour. Aveva sostituito la squadra Tinkoff Restaurants, creata in Russia nel 2006 e formata esclusivamente da ciclisti russi. La squadra era presieduta e finanziata dal magnate russo Oleg Tinkov.
La Tinkoff utilizzava biciclette Colnago ed accessori Campagnolo.
Nel 2008 la squadra è stata sciolta; al suo posto è stato fondato nel 2009 un nuovo team ciclistico, il Team Katusha, partecipante all'UCI ProTour.
Nel 2012 lo sponsor principale, Tinkoff Bank, ritorna nel ciclismo sponsorizzando il Team Saxo Bank-Tinkoff Bank.

## Cronistoria

### Annuario
| Anno | Codice | Nome                   | Cat. | Biciclette | Dirigenza |
| ---- | ------ | ---------------------- | ---- | ---------- | --- |
| 2007 | TCS    | Tinkoff Credit Systems | PCT  | Colnago    | Manager: Stefano Feltrin Dir. sportivi: Claudio Cozzi, Dmitrij Konyšev, Orlando Maini, Omar Piscina, Oleg Tinkov |
| 2008 | TCS    | Tinkoff Credit Systems | PCT  | Colnago    | Manager: Stefano Feltrin Dir. sportivi: Claudio Cozzi, Dmitrij Konyšev, Orlando Maini, Omar Piscina, Oleg Tinkov |

### Classifiche UCI
Nel 2005 fu introdotto l'UCI ProTour e, parallelamente, i Circuiti continentali UCI; dal 2009 le gare del circuito ProTour sono state integrate nel Calendario mondiale UCI, poi divenuto UCI World Tour.
| Anno | Class.    | Pos. | Migliore cl. individuale |
| ---- | --------- | ---- | ------------------------ |
| 2007 | Europe T. | 6º   | Michail Ignat'ev (11º)   |
| 2008 | Europe T. | 31º  | Vasil' Kiryenka (92º)    |

## Palmarès

### Grandi Giri
- Giro d'Italia

Partecipazioni: 2 (2007, 2008)
Vittorie di tappa: 2
2008 (Pavel Brutt, Vasil' Kiryenka)
Vittorie finali: 0
Altre classifiche: 0
- Tour de France

Partecipazioni: 0
Vittorie di tappa: 0
Vittorie finali: 0
Altre classifiche: 0
- Vuelta a España

Partecipazioni: 1 (2008)
Vittorie di tappa: 0
Vittorie finali: 0
Altre classifiche: 0

### Altri successi
In una occasione corridori in forza alla Tinkoff si sono affermati ai campionati del mondo.
Campionati del mondo
- Corsa a punti: 1

2008 (Vasil' Kiryenka)